# Gamasomorpha kusumii
Gamasomorpha kusumii är en spindelart som beskrevs av Komatsu 1963. Gamasomorpha kusumii ingår i släktet Gamasomorpha och familjen dansspindlar. Inga underarter finns listade i Catalogue of Life.